# Greklands kommunistiska organisation
Greklands kommunistiska organisation (gr. Κομμουνιστική Οργάνωση Ελλάδας, trans. Kommounistiki Organosi Elladas, förtkort. KOE), grekiskt maoistiskt parti, utvecklat från KKE, grundat år 1964.
De tidigare medlemmarna var medlemmar i KKE eftersom partiet drabbades av kriser och splittrades under tidiga 80-talet. Sedan 1984 har partiet gjort en stor ansträngning för att återskapa den kommunistiska rörelsen på nya platser. KOE har även en egen tidning kallad Aristera! (Vänster!).